# 最上号重巡洋舰
最上號重巡洋艦（日语：／ Mogami ?）是大日本帝國海軍的一艘重巡洋艦，最上級巡洋舰首艦。其艦名來源于日本山形縣莊內平原的最上川。

## 年表
- 1931年10月27日 在吳海軍工廠動工
- 1934年3月14日 下水
- 1935年7月28日 服役，編入第四艦隊
- 1935年9月26日 在“第四艦隊事件”中受損，進行結構強度改裝
- 1938年4月12日 20.3cm主炮換裝完成
- 1941年12月7日 加入第七戰隊，參與入侵馬來亞的行动
- 1942年3月1日　參加爪哇海海戰。與三隈號重巡洋艦共同擊沉美國海軍休斯頓號重巡洋舰及澳大利亞皇家海軍珀斯號輕巡洋艦
- 1942年4月1日　進入印度洋展開破交行動，與三隈號重巡洋艦共同擊沉三艘英國商船
- 1942年6月4日 參加中途島海戰，撤退時為了進行閃避魚雷動作，撞上三隈號重巡洋艦，黎明時遭中途島方面的陸基轟炸機編隊追擊致最上嚴重損毀，三隈斷後遭美軍航母艦載機擊沉，最上返國維修。
- 1943年4月30日 航空改装完成
- 1944年10月24日 在莱特湾海战中编入西村祥治的舰队，掩护扶桑號戰列艦參加了對萊特灣的突擊，被美軍擊中起火，喪失戰鬥力
- 1944年10月25日 由日本海軍自沉

## 航空巡洋艦

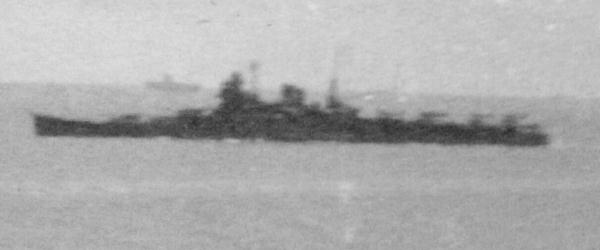
改裝為航空巡洋艦後的最上號。在『あ號作戰』期間通過聖伯納迪諾海峽

1943年最上號進行改造工程，把後部建築含兩座主砲塔全部拆除，改建成水上飛機停泊甲板，完工後的最上號能運載11架水上偵察機，最上號成了一艘航空巡洋艦，目的是要增強偵察能力。

## 參加萊特灣海戰與沉沒

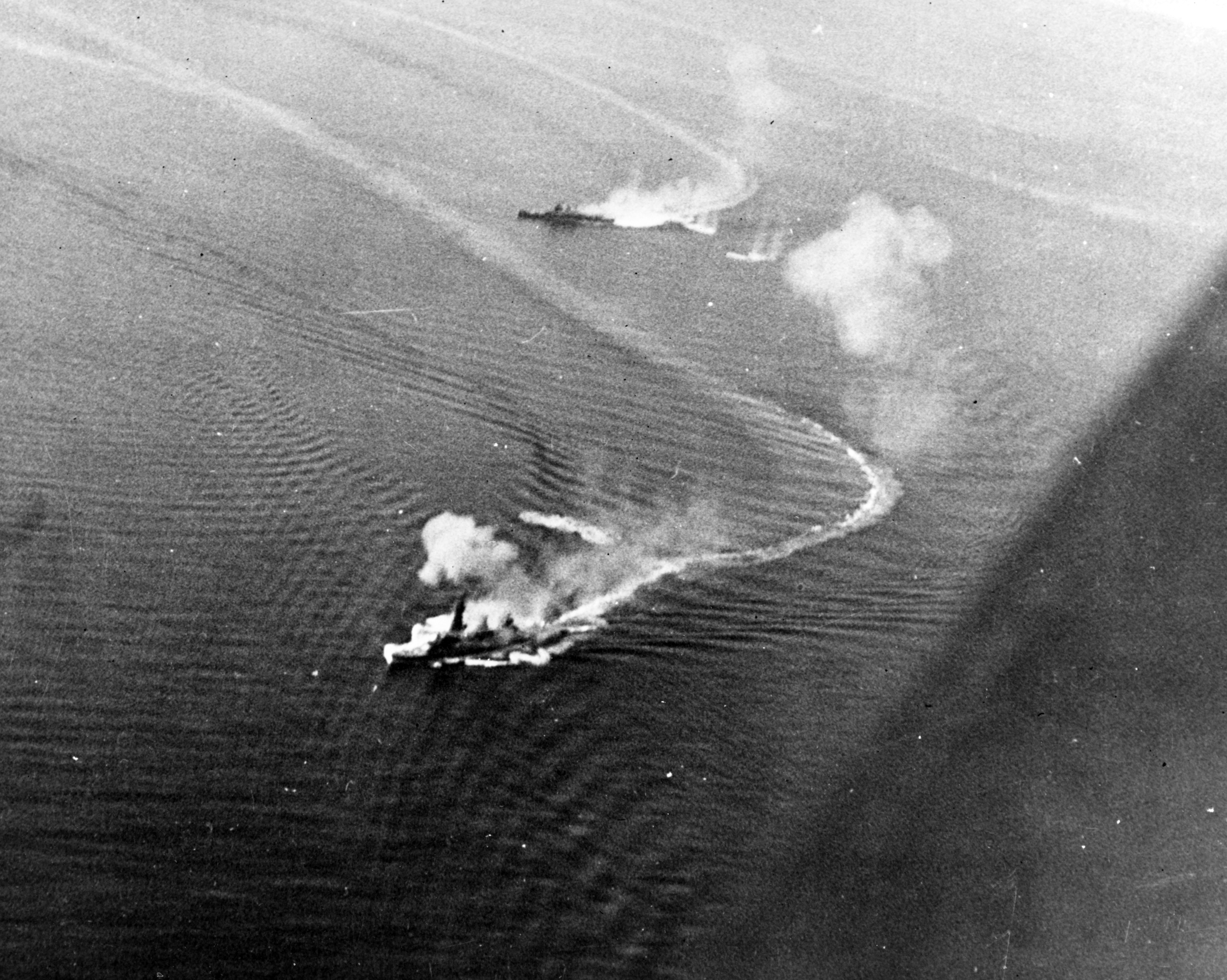
蘇里高海峽海戰中的最上（上）和扶桑（下）（1944 年）

最上號參加了1944年10月中旬開始的捷號作戰，與戰列艦山城號、扶桑號以及驅逐艦滿潮號、山雲號、朝雲號、時雨號編入第1遊擊部隊第三部隊，由西村祥治中將指揮，於 1944年10月22日下午3時從汶萊出發，以18節的航速前往蘇里高海峽。
24日凌晨2:00和早7:00，最上號彈射了三架水上偵查飛機。上午10點前夕，第3部隊遭到美軍特遣艦隊約26架艦載機的攻擊，最上號遭到機槍掃射，造成8人傷亡。最上號將剩的兩架水上偵察機彈射出去，前往民都洛島。中午，一架偵察機報告萊特灣有4艘戰艦、2艘巡洋艦、2艘驅逐艦、80艘運輸艦，南部有1艘水上飛機母艦、15架水上飛機，民都洛島以南有14艘魚雷艇和4艘驅逐艦，之後返回民都洛島的基地。
當日晚上7點，最上號率領滿潮號、山雲號、朝雲號，於艦隊前方掃蕩灣口的魚雷艇，在晚上 11 點後擊退了魚雷艇，但卻受到山城或扶桑的誤射，造成三人死亡。 25日凌晨，艦隊遭到美國魚雷艇以魚雷攻擊，到凌晨3時30分，扶桑號、滿潮號、山雲號相繼沉沒，朝雲號受重創。山城號、最上號和時雨號繼續前進，但傑西·奧爾登多夫海軍上將的戰艦、巡洋艦和驅逐艦用雷達控制火力攻擊它們，導致山城號沉沒，時雨號撤退。最上號避開了魚雷攻擊，但三號主砲被直接命中而摧毀，艦體中央發生大火。
3點45分，最上號向前方的砲火閃光處發射了四枚魚雷，3點57分施放煙幕並回頭向南撤退。船上火災尚未熄滅，藤間良艦長計劃在萊特島擱淺，艦員登陸以陸戰隊方式參戰。中野信行航海長說：「我想我們已經到達海峽的入口了。我們是海員，不能棄船。」但藤間艦長說：「這樣說是有道理，但是著火的軍艦是不可能衝進去的。」4點02分，艦橋被直接命中，藤間艦長以下司令人員皆戰死，由砲術長荒井義一郎少校接任指揮，但輪機故障，航速下降，魚雷和砲彈也被誘爆。
志摩清英中將指揮的第二遊擊部隊抵達蘇里高海峽，但旗艦重巡洋艦那智號與最上號相撞。志摩中將決定撤退，並命令曙號驅逐艦護航最上號。最上號的通訊設備損壞，通信由曙號處理。日出後，兩艘船都遭到斷斷續續的。由於蒸氣噴出，輪機人員撤離，到8時30分左右，最上號已失去航行能力，火勢也無法撲滅。 9:00以後的空襲中，最上號兩枚炸彈命中（美軍報告兩枚魚雷擊中），擊毀了重油庫且前方艦體也發生火災。 10時30分，決定全體棄艦。曙號冒險靠近最上號左舷後方轉移船員，後於中午 12 點 30 分向最上號發射了一枚魚雷。下午 1 點 07 分，最上號左舷傾覆沉沒。
至此，最上號戰死人數達190人，另有125人受傷。 10月26日，「曙號」抵達馬尼拉，最上號的倖存者登陸。隨後，595名最上號的船員投入了菲律賓的地面戰鬥（馬尼拉戰役）。
1944年11月21日，第7戰隊解散，最上號於同年12月20日除籍。

## 碰撞事故

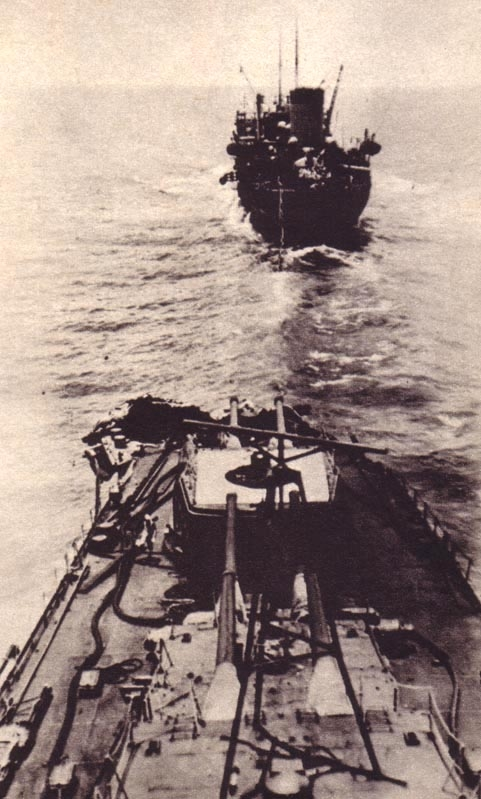
與三隈號碰撞後艦艏受損的最上號。

太平洋戰爭期間，最上號發生了兩次碰撞事故。第一次是在中途島海戰中編於第七戰隊時，領先的旗艦熊野號在右前方 45 度處發現了美國潛艇「坦博爾號」，下令各艦向左齊轉 45 度。轉彎後再次發現了潛水艇，再一次命令向左急轉45度。然而艦隊中跟隨的其他各艦搞不清楚第二次轉向信號到底是新命令，還是對第一次命令的確認。結果跟隨的艦隻中，鈴谷號轉向45度，三隈號則轉向90度。隊形被打亂，最上號的船首撞進了三隈號左舷中部。
第二次碰撞發生在萊特灣海戰。志摩艦隊於凌晨4時15分抵達蘇里高海峽，發現了燃燒著大火的最上號。志摩艦隊的那智號誤以為最上號靜止不動，取右舷方向試圖從最上號前方駛過，但最上號當時實際是以 8 節的速度前進，於是那智號的左舷與最上號的船首碰撞。但也有說法指出是因為那智號誤射造成，據稱當時，那智艦上廣播「疑似敵方戰艦艦影，左前方有大火，擊退它」。那智號轉向右舷時發射了八枚魚雷，最上號取左舵避開魚雷而與那智號相撞。。在修復羅盤時，最上號與志摩艦隊分開了。發令所長說：「我們不能當陸戰隊。海軍軍人要在船上才能發揮功能，所以想換乘別艦繼續任務。」荒井砲術長同意，最上號繼續南下。

## 残骸被发现
海燕号调查船（RV Petrel）在菲律宾苏里高海峡大约1450米的海底，探测到了在二战莱特湾海战中被击沉的日本海军“最上”号重型巡洋舰的残骸。

## 艦載機
- 零式水上偵察機8架
- 零式水上觀測機3架

## 註腳
1. ↑  #レイテ最上詳報p.7『1YB主力ハ二十二日〇八〇〇ブルネイ出撃、第三部隊ハ同日一五三〇同泊地ヲ出撃、主力ト別動シ「バラバック」水道通過スルー海、ミンダナオ海ヲ經テ二十五日〇一〇〇スリガオ水道通過〇三五〇ドラッグ沖ニ突入セリ同航速力概ネ一八節　二十二日及二十三日特ニ「バラバック」水道通過時ハ基地航空隊ノ厳重ナル對潜對空直衛ノ掩護モアリ敵潜敵機ニ遭遇スルコトナク無事航行セリ』
2. ↑  #完本太平洋戦争下91頁
3. ↑  #レイテ最上詳報p.7『二十四日「スルー」海中部ニ於テ〇八五〇敵潜望鏡ヲ發見續イテ敵艦上機二七機ノ來襲(爆撃竝ニ機銃掃射)ヲ受ケタルモ扶桑後部ニ爆彈一命中観測機一機炎上後部ニ破口ヲ生ジタル外大ナル被害ナシ敵ハ観測機竝ニ偵察機ノ破壊ヲ企圖セリト認メラルヽ節アリ(最上ハ飛行甲板ニ機銃掃射ヲ受ケタリ)』p.13『〇二〇〇|第三部隊命令ニ依ル第一偵察機一機發進「レイテ」灣内敵情黎明偵察』『〇七〇〇|飛行機二機射出發艦 2F基地(サンホセ)ニ向フ』p.14『〇九四〇|敵機近迫降爆竝ニ機銃掃射實施/(一)至近弾団發ヲ認メタル外命中彈ナシ/(二)機銃掃射ニ依リ戰死二、負傷六/(三)敵TBF一機撃墜確認(單独砲火)/(四)扶桑艦尾ニ爆彈命中 fk×1炎上、艦尾ニ破口ヲ生ゼルヲ認ム』『〇九五〇|飛行機二機射出發艦 2F基地(サンホセ)ニ向ハシム(二三〇〇發艦豫定ノ觸接機)』『一二〇〇|第一偵察機上空皈着 最上及(旗艦)山城ニ左ノ要旨ノ報告球投下後2F基地ニ向フ　「レイテ」灣内T×80 B×4 C×2 d×2 「ドラッグ」南方約二〇浬ニ(飛行艇)×15 水上機母艦一 更二南方二〇浬魚雷艇14 d×4』p.24『第一偵察機|二四日一二〇〇最上 (旗艦)山城|レイテ灣敵情(略図)|報告球』
4. 1 2
5. ↑  #レイテ最上詳報 p.8『一九〇〇最上及d×3先行、ソコト灣内魚雷艇掃蕩ニ向ヒタル處、二三一五魚雷艇三隻前方一〇〇〇〇米ニ待機中ナルヲ發見、交戰セリ』p.9『〇三三〇迄ノ間扶桑及d×3(山雲朝雲満潮)被雷 扶桑及朝雲ハ航行停止セリ、山雲情況不明ナルモ直チニ沈没セルモノノ如シ 満潮ハ山雲ノ側衛トシテ尚航行ヲ續ケタリ 最上ハ魚雷艇一隻ヲ撃破セリ』p.16『〇三四〇|二〇糎砲彈ト思ハルルモノ三番砲及中部附近ニ命中中部大火災 爾後應急員及関係者ヲ以テ消火ニ努ム』pp.51-56『別紙第一　船體兵器機關主要被害ノ經過』
6. ↑  #完本太平洋戦争下96-99頁
7. ↑  #レイテ最上詳報 p.9『〇三四五發砲ノ閃光ニ對シ發射(四本)反轉煙幕ヲ展張南下ス』p.10『南下中、被彈ノ爲艦長以下多數戰死、左内軸ノ他運轉不能、左内軸亦在室不能ノ儘同轉ヲ續ケ約十八節ニテ航行セルモ次第ニ速力低下セリ、中部ニテ魚雷五本爆發、機銃彈、高角砲彈誘爆ス』p.17『〇四〇二|艦橋被彈 艦長 副長 航海長 通信長 水雷長 其ノ他艦橋竝ニ防空指揮所人員大部戰死』pp.51-56『別紙第一　船體兵器機關主要被害ノ經過』
8. 1 2
9. ↑  #レイテ最上詳報p.11-12『灣口ニテ2YBヲ發見(旗艦)那智ヨリ曙ヲ護衛艦トシテ派遣セラル』『〇八三〇全ク航行停止復舊ノ見込ナシ此ノ頃消防ポンプ「ビルヂポンプ」等總テ使用不能中部火災消火シ得ズ』『〇九〇二敵艦爆一七機ノ急降下爆撃ヲ受ク残存砲火ヲ以テ撃退ニ努メタルモ舟首及舟尾ニ各一彈命中セリ　舟首(一番砲塔右舷外側ヨリ侵入)ノ一彈ハ重油「タンク」ヲ破砕大火災トナレリ、一番火藥庫ハ甲板ノ屈曲ト合シ破損ノ爲注水不能、手動「ポンプ」ヲ以テ注水シアリタルモ注水量尠ク危機切迫セリ　護衛艦曙(七駆司令乗艦)ハ四周ヲ警戒シアリ且最上送信機故障ノ爲情況ハ逐一曙ヨリ1YB 2YB長官宛報告シアリタルモ一〇三〇總員退去ノ已ムナキニ到リ、機密圖書ヲ處分ス　曙ハ危険ヲ冒シ最上ノ左舷後部ニ横付乗員ヲ収容セリ　一二一五 七駆司令ヨリ最上航行不能大火災總員退去處分スベキ旨GF長官外各部ニ報告一二三〇魚雷一本ヲ以テ處分一三〇七沈没セリ』p.19『一二三〇|曙魚雷發射(一本)左舷中部ニ命中　前甲板水面ニ達スル頃前部爆發甲板屈曲シ左舷ニ轉覆シツツ前部ヨリ海中ニ没入ス』
10. ↑  #撃沈戦記II161-164頁
11. ↑  #サイパン・レイテ海戦記226頁
12. ↑  #レイテ最上詳報pp.32-34『二.被害(イ)人員』
13. ↑  #レイテ最上詳報p.12『爾後乗員ハ曙ニテ二六日二四〇〇「キャビテ」ニ揚陸』
14. ↑  #10月18日以降増援兵力p.1『(方面)北比|(地區)マニラ|(所轄)最上|(進出期日)(編制期日)一九四四.一〇.二五|(員數)五九五』
15. ↑  . 亞洲歷史資料中心 （日语）.
16. ↑  #内令昭和19年10月〜12月(4)p.33
17. ↑  #海軍下士官兵204-206頁
18. ↑  #重巡十八隻186-188頁
19. ↑  #レイテ最上詳報p.10『〇四一五2YBノ突入ヲ認ム、那智ハ最上ヲ炎上停止セルモノト認メ北方ニ向ケ發射後面舵反轉最上ノ前方ヲ脱過セントセルニ最上ノ右舷前部ニ同航對勢ニテ觸觸セリ(直ニ離ル)觸衝ノ寸前、最上先任将校砲術長ハ艦長、副長、航海長以下幹部多數戰死セルヲ知レルモ、砲戰中ナルガ爲取敢ズ操舵長ニ操舵續行ヲ命ジ、士官室士官生存者ヲ調査セシメアリシ處那智ノ觸衝ヲ受ケタリ、此ノ頃敵ノ砲撃已ミ近傍ニ敵ナキヲ認メ艦橋ニ到リ操艦ニ任ゼリ』p.17『〇四一五|味方妙高級巡洋艦右舷ヲ反航スルヲ認ム』-『〇四二〇|右巡洋艦右舟首ニ追突シ直ニ離ル〔右ハ那智ナリ〕外舷少シク屈曲船體ニ激動ヲ感ゼルモ航行状態ニ著變ナシ(浸水状況不明)地点「ヒブリン」島(189)ノ二二六度一〇七浬』
20. ↑  #重巡洋艦戦記223-232頁
21. ↑  https://www.facebook.com/ETtoday. . www.ettoday.net.   [2019-09-11]. （原始内容存档于2021-01-05） （中文（繁體））.

## 關联項目
- 大日本帝國海軍艦艇列表
- 大日本帝國海軍相撞事故列表